# Jack Beal
Jack Beal (Richmond, Virginia, 1931 -  Oneonta, Nueva York, 29 de agosto de 2013) fue un pintor realista estadounidense.

## Biografía
Beal alcanzó el reconocimiento en la ciudad de Nueva York y en otros lugares durante la década de 1960. Sus pinturas realistas se observaron en exposiciones individuales en las galerías de Allen Frumkin en Nueva York y Chicago, y docenas de otras galerías de Nueva York, Boston, Miami o París.
Sus pinturas han sido incluidas en importantes exposiciones en el Museo Whitney de Arte Estadounidense y el Museo de Bellas Artes de Virginia entre otras instituciones de arte.
Residía en Oneonta, Nueva York con su esposa, la artista Sondra Freckelton, donde falleció en agosto de 2013.